# Slanke skink
De slanke skink (Oligosoma infrapunctatum) is een hagedis uit de familie skinken (Scincidae).

## Naam
De wetenschappelijke naam van de soort werd voor het eerst voorgesteld door George Albert Boulenger in 1887. Oorspronkelijk werd de naam Lygosoma infrapunctatum gebruikt. De skink behoorde lange tijd tot het geslacht slanke skinken (Leiolopisma).  In de literatuur worden hierdoor soms wel de verouderde wetenschappelijke namen gebruikt.

## Uiterlijke kenmerken
De slanke skink bereikt een kopromplengte van ongeveer 7,5 centimeter, inclusief staart is de lichaamslengte tot 24 centimeter. Het lichaam is overwegend bruin van kleur met lichtere vlekjes waardoor de hagedis niet opvalt in de natuurlijke biotoop. De flanken hebben een geblokte streep en op het midden van de rug zijn kleine donkere vlekjes aanwezig, de buik is meestal geel van kleur is donker gevlekt. Het lichaam is opvallend langgerekt, de poten staan relatief ver van elkaar af. Er is geen duidelijke insnoering van de kop te zien bij de nek.

## Levenswijze
Op het menu staan insecten en andere geleedpotigen, maar ook wel slakken. De slanke skink is een bodembewonende soort die in de strooisellaag foerageert. Bij verstoring vlucht het dier in gaten in muren of klimt in een boom om te ontsnappen.

## Verspreiding en habitat
De slanke skink is endemisch in Nieuw-Zeeland. De habitat bestaat uit open, vlakke terreinen, meestal wordt de hagedis aangetroffen bij de nesten van bepaalde zeevogels.

## Beschermingsstatus
Door de internationale natuurbeschermingsorganisatie IUCN is de beschermingsstatus 'kritiek' toegewezen (Critically Endangered of CR).
Vele Oligosoma- soorten zijn sterk bedreigd, deze soort is nog redelijk algemeen. Er werd altijd gedacht dat vervuiling en landschapsverandering de belangrijkste oorzaken waren voor de achteruitgang van deze hagedis, maar het is introductie van dieren als wezels, ratten, marters en katten geweest, die veel soorten bijna hebben uitgeroeid. De regering van Nieuw-Zeeland ziet de ernst van de situatie in; er zijn verschillende projecten gestart om deze hagedissen voor uitsterven te behoeden.